# Parametrisch slingeren
Parametrisch slingeren is een fenomeen waarbij de slingerhoek van een schip in korte tijd sterk toeneemt tot meer dan 30°. Het ontstaat bij golven recht van voren of recht van achteren als de eigenperiode van het schip TR gelijk of tweemaal zo groot is als de ontmoetingsperiode TE, de relatieve golfperiode die het schip ervaart. De ontmoetingsperiode is niet gelijk aan de absolute golfperiode door de vaart die het schip loopt en is ook afhankelijk van de voorliggende koers ten opzichte van de golfrichting.
Zulke slingerbewegingen brengen het schip en zijn bemanning en lading in groot gevaar, zelf kapseizen kan het gevolg zijn. Daarom heeft de IMO circulaire MSC.1/Circ.1228 uit doen gaan waarin het fenomeen wordt beschreven en wat er tegen gedaan kan worden. In dit document wordt ook synchroon slingeren genoemd, een vergelijkbaar fenomeen dat kan optreden bij golven uit alle richtingen waarbij de eigenperiode gelijk is aan de golfperiode. Ook worden daarin de gevaren van achter inkomende zeeën besproken en de vermindering van stabiliteit als een golftop zich midscheeps bevindt.
Parametrisch slingeren kan optreden bij zeegaande schepen met een kleine aanvangsstabiliteit, meestal containerschepen, die in een richting varen die vrijwel gelijk is aan de golfrichting of daar tegenin.

## Stabiliteit in deining

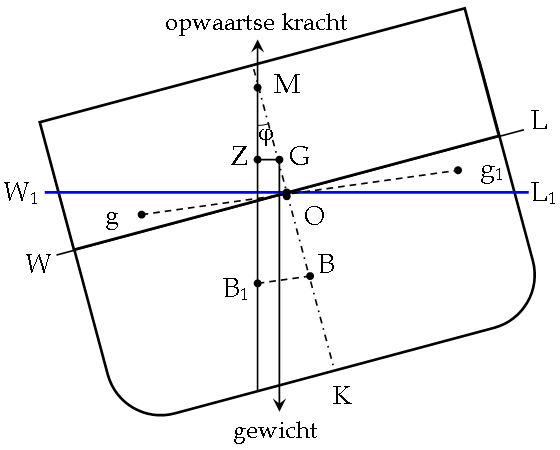
De belangrijkste punten voor stabiliteit zijn:
K voor de kiel
B voor het drukkingspunt
G voor het scheepszwaartepunt
M voor het metacentrum

De metacentrische hoogte GM is een maat voor de stabiliteit, waarbij G het scheepszwaartepunt is. Waar dit punt ligt, is afhankelijk van de positie van het gewicht van het schip zelf en dat van onder meer brandstof, ballastwater en lading. De hoogte ten opzichte van de kiel K wordt uitgedrukt als KG.
Het metacentrum M is het punt waarom het schip slingert en de hoogte ten opzichte van de kiel wordt uitgedrukt als KM. De KM is opgebouwd uit de KB en de BM:
KM = KB + BM
Daarbij is B het drukkingspunt, het punt waar de opwaartse kracht aangrijpt. Waar dit punt ligt, is afhankelijk van de scheepsvorm. Elk schip ondervindt dit, zowel oppervlakteschepen als onderzeeërs.
Bij oppervlakteschepen komt daarbij een extra component, de BM. Deze ontstaat doordat de waterlijn een extra richtend moment genereert en daarmee extra stabiliteit. Dit is afhankelijk van het oppervlaktetraagheidsmoment I van de waterlijn en van het volume of de waterverplaatsing V van het onderwaterschip:
{\displaystyle BM={\frac {I}{V}}}
Daarbij geldt voor een rechthoekige bak met een lengte l en een breedte b:
{\displaystyle I={\frac {l\cdot b^{3}}{12}}\,}
Bij conventionele schepen is de breedte in het midden over een groot gedeelte van de diepgang min of meer gelijk. Voor en achter neemt de breedte echter toe naarmate de diepgang toeneemt. Als het schip zich in het midden in een golfdal bevindt met de golftoppen voor en achter, dan neemt voor en achter de breedte dus toe, terwijl die in het midden vrijwel gelijk blijft. Daarmee neemt I toe en daarmee ook BM en ook GM, aangezien het drukkingspunt B maar weinig van plaats verandert.
Andersom neemt de GM af als het midden zich in een golftop bevindt. Schepen ondervinden in deining dus stabiliteitsverlies op een golftop. Een kritische stabiliteitsvermindering kan optreden bij golflengtes tussen 0,6 L en 2,3 L, waarbij L de scheepslengte is. De vermindering van de stabiliteit komt in dit gebied bijna proportioneel overeen met de golfhoogte. Vooral bij van achter inkomende zeeën is dit gevaarlijk, omdat de duur dan toeneemt waarin het schip zich op de golftop bevindt.

## Slingerperiode
Zodra het schip door een externe kracht uit de initiële evenwichtspositie is gebracht, zal het door het richtend moment weer terug worden gebracht naar die positie, tenzij de stabiliteit negatief wordt. Deze stabiliteit wordt uitgedrukt in de metacentrische hoogte GM.
De eigenperiode TR van een schip is afhankelijk van de breedte B van het schip, de GM en een factor f. Afhankelijk van de scheepsvorm en de beladingstoestand ligt f bij conventionele schepen tussen de 0,5 en 0,7.
{\displaystyle T_{R}={\sqrt {\frac {f\cdot B^{2}}{GM}}}}
Een breed schip heeft dus een aanmerkelijk hogere slingerperiode, terwijl een rank schip, oftewel een schip met weinig stabiliteit, ook een hogere slingerperiode heeft.
In een superfluïde vloeistof zou deze slingering blijven voortduren. De stroming van water onder de kiel dempt de slingering, eventueel versterkt door kimkielen of stabilisatoren. Deze dempende kracht is evenredig met de hoeksnelheid waarmee het schip roteert.

## Golven
Een schip kan door verschillende oorzaken in slingering worden gebracht. Dit kunnen interne krachten zijn, zoals door roer geven of door het overgaan door lading. Een externe kracht kan de wind zijn, maar de meest constante factor is die van zeegang en deining. De doorstaande golfperiode TW wordt alleen zo ervaren door een stilliggend schip. Zodra een schip vaart loopt, zal dit de ontmoetingsperiode (encounter wave period) TE afhankelijk van de koers ten opzichte van de golfrichting.

## Parametrische resonantie
Normaal gesproken is de demping dusdanig dat in combinatie met het richtend moment de slingering binnen de perken blijft. De stabiliteitsverminderingen en -vermeerderingen door de golftoppen en -dalen maken wel dat het schip de ene keer meer en dan weer minder slingert, maar dit is geen probleem zolang de natuurlijke periode TR van het schip en de ontmoetingsperiode TE van elkaar verschillen. Resonantie zal echter optreden zodra deze gelijk zijn of van een hogere harmonische verhouding zijn terwijl het schip zich in een uiterste stand van de slingering in een golftop bevindt. Bij de voorkomende golfspectra zal dit in de praktijk beperkt zijn tot:
1. TE = TR. Hierbij treedt een asymmetrische slingering op doordat het schip een golftop en dus stabiliteitsvermindering ondervindt als het de ene kant opslingert en zodra het de andere kant opslingert een golfdal en dus stabiliteitsvermeerdering ondervindt. Het slingert dus meer de ene kant op dan de andere kant
2. TE = 0,5 · TR. Hierbij kan een symmetrische slingering optreden omdat het schip nu een golftop kan ondervinden bij slingeringen naar beide zijdes. Bij van achter inkomende zeeën ligt de ontmoetingsperiode veelal zo hoog dat dit alleen optreedt bij lage stabiliteit.

Dit parametrisch slingeren komt vaak onverwacht en is voor een onervaren persoon moeilijk te herkennen. Vooral op containerschepen zorgt deze gewelddadige beweging voor grote krachten op de containers en hun sjorringen, die kunnen leiden tot het falen van de sjorringen en verlies van containers op zee.

## Oplossing
Een koersverandering inzetten is de snelste en efficiëntste manier om van het probleem af te raken. De resonantie wordt verbroken en de slingering dempt snel. Daarna kan de oorspronkelijke koers weer gevaren worden, omdat het schip nu uit fase met de golfbeweging slingert. Ook de vaart aanpassen helpt, aangezien dit de ontmoetingsperiode verandert.

## Naam
De volledige naam van dit fenomeen is in het Engels auto parametrically excited motion, vaak verkort tot parametric motion. Zo slingeren wordt als parametric rolling aangeduid en is in het Nederlands vertaald naar parametrisch slingeren. Het wordt, niet geheel juist, ook wel aangeduid als parametrisch rollen.